# ジェイク・バレット
ジェイク・ドルトン・バレット（Jake Dalton Barrett, 1991年7月22日 - ）は、アメリカ合衆国カリフォルニア州サンバーナーディーノ郡アップランド出身（アリゾナ州メサ育ち）のプロ野球選手（投手）。右投右打。メキシカンリーグのモンクローバ・スティーラーズ所属。愛称はビッグ・ベアー（Big Bear）。

## 経歴

### プロ入り前
少年時代から地元アリゾナ・ダイヤモンドバックスの大ファンで、特にランディ・ジョンソンに憧れていた。
2009年のMLBドラフト3巡目（全体99位）でトロント・ブルージェイズから指名されたが、契約せずにアリゾナ州立大学へ進学した。

### プロ入りとダイヤモンドバックス時代
2012年のMLBドラフト3巡目（全体120位）でダイヤモンドバックスから指名され、プロ入り。契約後、傘下のA級サウスベンド・シルバーホークスでプロデビュー。25試合に登板して0勝3敗6セーブ、防御率5.84、25奪三振を記録した。
2013年は、A+級バイセイリア・ローハイドとAA級モービル・ベイベアーズでプレーし、2球団合計で52試合に登板して3勝2敗29セーブ、防御率1.21、59奪三振を記録した。オフにはアリゾナ・フォールリーグに参加し、ソルトリバー・ラフターズに所属した。
2014年は、AA級モービルとAAA級リノ・エーシズでプレーし、2球団合計で55試合に登板して2勝2敗28セーブ、防御率3.09、47奪三振を記録した。
2015年は、シーズン途中の6月30日にトロントパンアメリカン競技大会の男子野球アメリカ合衆国代表に選出された。シーズンではAA級モービルとAAA級リノでプレーし、2球団合計で47試合に登板して4勝3敗15セーブ、防御率4.58、51奪三振を記録した。オフの11月には10月21日に第1回WBSCプレミア12のアメリカ合衆国代表に選出された。さらに11月20日には初めて40人枠入りを果たした。
2016年は、スプリングトレーニング中のオープン戦11試合で1失点の快投が認められ、開幕をメジャーで迎えた。4月4日のコロラド・ロッキーズとのシーズン開幕戦でメジャーデビュー。この年はほぼ一年間メジャーに帯同して右のリリーフとして起用され、68試合に登板して1勝2敗4セーブ、8ホールド、防御率3.49、56奪三振の成績を残した。
2017年以降は肩痛などの故障に苦しみ
、メジャーでの登板は2017年は28試合、2018年は7試合にとどまった。
2019年1月31日にDFAとなった。

### ヤンキース時代
2019年2月5日に金銭トレードで、サンフランシスコ・ジャイアンツへ移籍したが、22日にDFAとなった。
その後、3月1日にウェイバー公示を経てピッツバーグ・パイレーツへ移籍したが、ここでも28日にDFAとなった。
4月4日に再びウェイバー公示を経てニューヨーク・ヤンキースへ移籍した。5月にメジャーで2試合に登板したがいずれも失点し、以降はAAA級スクラントン・ウィルクスバリ・レイルライダースでプレー。オフの11月4日にFAとなった。

### メキシカンリーグ時代
2020年4月10日にメキシカンリーグのモンクローバ・スティーラーズと契約したが、新型コロナウイルスの感染拡大によりメキシカンリーグのシーズンが中止されたため、公式戦での登板はなかった。
2021年もモンクローバに所属し、2試合に登板した。

## 投球スタイル
速球とスライダーを中心に組み立てる。

## 詳細情報

### 年度別投手成績
| 年 度    | 球 団    | 登 板 | 先 発 | 完 投 | 完 封 | 無 四 球 | 勝 利 | 敗 戦 | セ 丨 ブ | ホ 丨 ル ド | 勝 率 | 打 者 | 投 球 回 | 被 安 打 | 被 本 塁 打 | 与 四 球 | 敬 遠 | 与 死 球 | 奪 三 振 | 暴 投 | ボ 丨 ク | 失 点 | 自 責 点 | 防 御 率 | W H I P |
| -------- | -------- | ----- | ----- | ----- | ----- | -------- | ----- | ----- | -------- | ----------- | ----- | ----- | -------- | -------- | ----------- | -------- | ----- | -------- | -------- | ----- | -------- | ----- | -------- | -------- | ------- |
| 2016     | ARI      | 68    | 0     | 0     | 0     | 0        | 1     | 2     | 4        | 8           | .333  | 250   | 59.1     | 47       | 6           | 28       | 4     | 3        | 56       | 4     | 0        | 25    | 23       | 3.49     | 1.26    |
| 2017     | ARI      | 28    | 0     | 0     | 0     | 0        | 1     | 1     | 0        | 2           | .500  | 121   | 27.0     | 27       | 7           | 15       | 2     | 0        | 26       | 1     | 0        | 18    | 15       | 5.00     | 1.56    |
| 2018     | ARI      | 7     | 0     | 0     | 0     | 0        | 0     | 1     | 0        | 0           | .000  | 30    | 7.0      | 8        | 1           | 2        | 0     | 0        | 6        | 1     | 0        | 4     | 4        | 5.14     | 1.43    |
| 2019     | NYY      | 2     | 0     | 0     | 0     | 0        | 0     | 0     | 0        | 0           | ----  | 19    | 3.2      | 6        | 2           | 2        | 0     | 0        | 4        | 0     | 0        | 6     | 6        | 14.73    | 2.18    |
| MLB：4年 | MLB：4年 | 105   | 0     | 0     | 0     | 0        | 2     | 4     | 4        | 10          | .333  | 420   | 97.0     | 88       | 16          | 47       | 6     | 3        | 92       | 6     | 0        | 53    | 48       | 4.45     | 1.39    |

- 2019年度シーズン終了時

### 年度別守備成績
| 年 度 | 球 団 | 投手（P） | 投手（P） | 投手（P） | 投手（P） | 投手（P） | 投手（P） |
| 年 度 | 球 団 | 試 合     | 刺 殺     | 補 殺     | 失 策     | 併 殺     | 守 備 率  |
| ----- | ----- | --------- | --------- | --------- | --------- | --------- | --------- |
| 2016  | ARI   | 68        | 4         | 2         | 0         | 0         | 1.000     |
| 2017  | ARI   | 28        | 2         | 0         | 1         | 0         | .667      |
| 2018  | ARI   | 7         | 1         | 1         | 0         | 0         | 1.000     |
| 2019  | NYY   | 2         | 0         | 0         | 0         | 0         | ----      |
| MLB   | MLB   | 105       | 7         | 3         | 1         | 0         | .909      |

- 2019年度シーズン終了時

### 背番号
- 33（2016年 - 2018年）
- 36（2019年 - 同年途中）
- 61（2019年途中 - ）

### 代表歴
- 2015年パンアメリカン競技大会男子野球アメリカ合衆国代表
- 2015 WBSCプレミア12 アメリカ合衆国代表